# Aeroporto di Cần Thơ
L'aeroporto di Cần Thơ (v: Sân bay Cần Thơ) (IATA: VCA, ICAO: VVCT) è un aeroporto Vietnamita che serve la città di Cần Thơ, nel delta del Mekong, in Vietnam.
L'unica destinazione attualmente servita è Hanoi, attraverso sia la Vietnam Airlines che la Jetstar Pacific Airlines.